# J-core
J-core, джей-кор — це стиль хардкор-техно, пов'язаний із японськими гуртами та діджеями, починаючи з кінця 1990-х років. Жанр характеризується використанням семплів із відеоігор та аніме, барвистих кавайних зображень і альбомних обкладинок, а також загальним запозиченням елементів із музики денпа і культури отаку. Цей жанр представлений у відеоіграх, таких як Beatmania IIDX, і становить істотну частину музичної сцени доджін.
Вважається, що учасники дуету DJ Sharpnel стали піонерами цього жанру в 1998 році, а сам жанр поширився на початку 2000-х років через японські мережі P2P. Оскільки аніме стало популярним у Сполучених Штатах та Європі, джей-кор також отримав визнання серед шанувальників аніме, що допомогло розвинути західну культуру реміксів, натхненну джей-кором, а також зробило внесок у феномен найткору початку 2010-х років.

## Видатні виконавці
- DJ Chucky
- DJ Sharpnel
- IOSYS
- m1dy
- REDALiCE
- t+pazolite
- Techn0rch
- Moro
- Camellia
- Laur
- USAO
- Kobaryo
- RoughSketch